# Les Tueurs de l'éclipse
Pour plus de détails, voir Fiche technique et Distribution.
Les Tueurs de l'éclipse (Bloody Birthday) est un film d'épouvante fantastique américain réalisé par Ed Hunt et sorti en 1981.

## Synopsis
Le 9 juin 1970, dans un hôpital du sud de la Californie, trois femmes accouchent en même temps pendant une éclipse solaire. Deux garçons et une fille naissent : Curtis Taylor, Debbie Brody et Steven Seton.
Dix ans plus tard, le 1er juin 1980, un jeune couple est assassiné dans un cimetière par des inconnus. Le lendemain, James Brody, shérif de la ville et père de Debbie, se rend à l'école primaire locale, où Debbie, Curtis et Steven sont amis et camarades de classe. Le shérif Brody montre à la classe une poignée de corde à sauter trouvée sur le lieu du crime de la veille, mais n'obtient aucune nouvelle information sur les meurtres et s'en va. Plus tard, après l'école, Debbie joue dans le jardin avec Curtis et Steven. Après avoir montré à James que la poignée de sa corde à sauter avait disparu, Debbie demande à Steven de le frapper à mort avec une batte de base-ball. Cependant, Debbie remarque que leur camarade de classe Timmy Russell a été témoin du meurtre.
Après les funérailles du shérif, Curtis et Steve attirent Timmy dans une casse et l'enferment dans un vieux réfrigérateur. Timmy parvient à s'échapper et tente de raconter l'incident à sa grande sœur Joyce, mais celle-ci ne le croit pas.  Quelques jours plus tard, Curtis assassine l'institutrice Mme Davis. Les enfants tentent également de tuer Timmy et Joyce, mais n'y parviennent pas. Ce soir-là, Joyce parle à Timmy de l'horoscope et lui dit que l'éclipse solaire qui s'est produite lors de la naissance des trois enfants a bloqué Saturne, la planète qui contrôle la façon dont une personne traite les autres, ce qui signifie qu'il manque quelque chose à leur personnalité. Pendant ce temps, Curtis assassine un autre jeune couple qui s'embrasse dans une camionnette.
Lors de la fête d'anniversaire des enfants, le 9 juin, Curtis fait croire à Joyce qu'il a empoisonné le gâteau pour la faire passer pour folle aux yeux de tous. Ce soir-là, Beverly, la sœur aînée de Debbie, découvre un album appartenant à Debbie, qui contient des photos et des articles de presse sur les meurtres qu'elle et ses amis ont commis. Elle confronte Debbie à ce sujet, mais celle-ci ment et dit que l'album appartient à Curtis. Cette nuit-là, Debbie assassine Beverly et demande à Curtis et Steven de l'aider à éloigner le corps de la maison afin d'éviter les soupçons.
Après les funérailles de Beverly, Curtis, Steven et Debbie tentent à nouveau d'assassiner Timmy avant que Joyce n'intervienne. Debbie rejette une fois de plus la faute sur Curtis et Steven pour se faire passer pour innocente. Joyce menace d'appeler la police, mais Curtis dit qu'ils la considéreront comme folle à cause de l'incident de la fête d'anniversaire, et Joyce, furieuse, les laisse partir.
Le lendemain, Debbie demande à Joyce de la garder, ce qu'elle accepte sans se douter du piège qui lui est tendu. Après l'arrivée de Joyce et Timmy chez Debbie, celle-ci laisse entrer Curtis et Steven par la porte de derrière. Curtis et Steven tentent de tuer Joyce et Timmy, mais grâce à la « riposte » de Debbie, ils parviennent à maîtriser les deux enfants et à appeler la police, qui arrête Curtis et Steven le lendemain matin.
Quelque temps plus tard, Debbie et sa mère se sont enfuies dans une nouvelle ville et séjournent dans un motel, Debbie se faisant désormais appeler « Beth ». Beth promet d'être une bonne fille à partir de maintenant, et elles partent ensemble, sans se rendre compte qu'un mécanicien a été assassiné à proximité.

## Fiche technique
- Titre français : Les Tueurs de l'éclipse[1]
- Titre original : Bloody Birthday[2]
- Réalisation : Ed Hunt
- Scénario : Ed Hunt, Barry Pearson
- Photographie : Stephen L. Posey
- Montage : Ann E. Mills
- Musique : Arlon Ober
- Décors : Lynda Burbank, J. Rae Fox
- Production : Gerald T. Olson (en)
- Studio de production : Judica Productions
- Pays de production :  États-Unis
- Langue originale : anglais américain
- Format : couleurs - 1,85:1 - Son mono - 35 mm
- Genre : Épouvante fantastique
- Durée : 85 minutes
- Dates de sortie :
  - États-Unis : 28 avril 1981
  - France : 26 mai 1982[1]
- Interdit aux moins de 12 ans

## Distribution
- Susan Strasberg : Miss Viola Davis
- José Ferrer : le docteur
- Lori Lethin : Joyce Russell
- Melinda Cordell : Mme Brody
- Julie Brown : Beverly Brody
- Joe Penny : M. Harding
- Bert Kramer : shérif James Brody
- K.C. Martel : Timmy Russell
- Elizabeth Hoy : Debbie Brody
- Billy Jayne : Curtis Taylor